# Euarall
Euarall (Gallirallus vekamatolu) är en förhistorisk utdöd fågel i familjen rallar inom ordningen tran- och rallfåglar. 

## Tidigare förekomst
Fågeln beskrevs 2005 utifrån subfossila lämningar på ön Eua i Tonga i Polynesien. Den försvann efter polynesiernas ankomst till Tonga för 700 år sedan, men innan euroåéerna kom för 200 år sedan.

## Kännetecken
Euarallen var en medelstor, knubbig rall med kraftigare huvud och ben än rostbandad rall. Jämförelse i proportioner med andra rallar gör att fågeln antas ha varit flygoförmögen.